# Équipe d'Algérie de football en 2011
 (juillet 2024).
Si vous disposez d'ouvrages ou d'articles de référence ou si vous connaissez des sites web de qualité traitant du thème abordé ici, merci de compléter l'article en donnant les références utiles à sa vérifiabilité et en les liant à la section « Notes et références ».
 (juillet 2024).
Maillots
Actualités

## Déroulement de la saison

### Résumé de la saison

#### Sélectionneur
Deux jours après match nul de l'Algérie face à la Tanzanie,  Rabah Saâdane démissionne de son poste de sélectionneur de l'équipe d'Algérie ; il est remplacé par Abdelhak Benchikha. Lors de son premier match, l'Algérie joue contre une petite équipe de République centrafricaine et perd 2 à 0 avec la moitié des joueurs blessés.
Vahid Halilhodzic

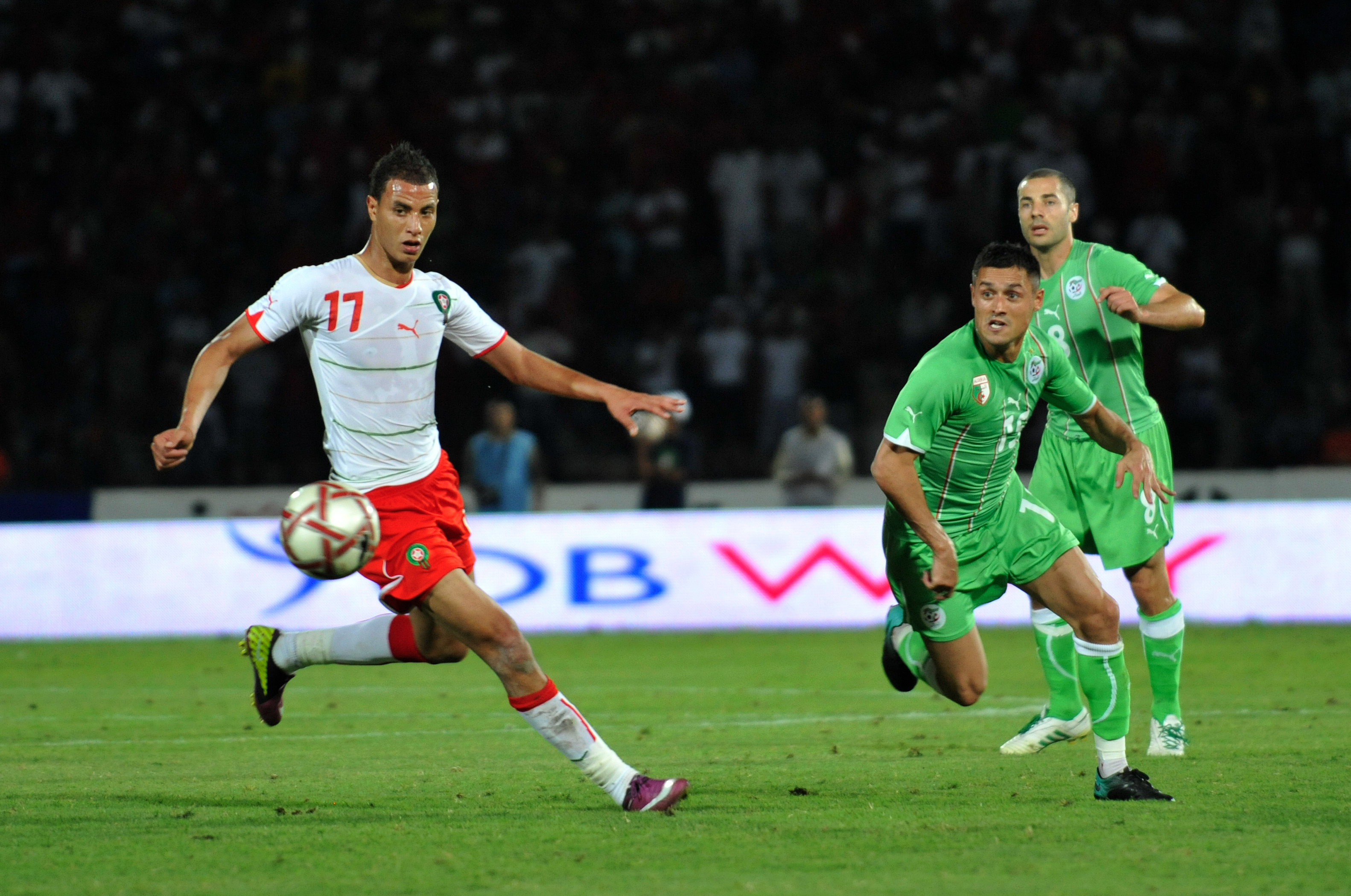
Marouane Chamakh, Karim Ziani et Medhi Lacen en 2011

La Fédération algérienne de football a annoncé ce mercredi 22 juin le nom du nouveau sélectionneur de l'équipe nationale : il s'agira du Bosniaque Vahid Halilhodzic. L'entraineur, qui a réalisé la majeure partie de sa carrière en France, a également pris en charge la sélection de Côte d'Ivoire de mai 2008 à février 2010, et s'est assis sur le banc du Raja Casablanca en 1997-98.
Cette année 2011 voit les premières sélections de Azzedine Doukha, Abderahmane Hachoud, Saâd Tedjar et El Arbi Hillel Soudani.

### Classement FIFA 2011
Le tableau ci-dessous présente les coefficients mensuels de l'équipe d'Algérie publiés par la FIFA durant l'année 2011.
| Mois | janv. | fév. | mars | avril | mai | juin | juillet | août | sept. | oct. | nov. | déc. |
| Rang | 36    | 55   | 55   | 40    | 41  | 51   | 52      | 46   | 46    | 35   | 30   | 30   |

### Classement de la CAF
Le tableau ci-dessous présente les coefficients mensuels de l'équipe d'Algérie dans la CAF publiés par la FIFA durant l'année 2011.
| Mois | janv. | fév. | mars | avril | mai | juin | juillet | août | sept. | oct. | nov. | déc. |
| Rang | 5     | 10   | 10   | 6     | 7   | 9    | 9       | 6    | 7     | 4    | 3    | 3    |

### Bilan
| Rang | Équipe  | Pts | J | G | N | P | Bp | Bc | Diff |
| ---- | ------- | --- | - | - | - | - | -- | -- | ---- |
| #    | Algérie | 10  | 5 | 3 | 1 | 1 | 5  | 5  | 0    |

## Joueurs et encadrement
- Les 32 joueurs pour le stage de Novembre.

| Sélectionneur      | Sélectionneur          | Vahid Halilhodžic | Vahid Halilhodžic | Vahid Halilhodžic   | Vahid Halilhodžic | Vahid Halilhodžic | Vahid Halilhodžic |
| N°                 | Nom                    | Date de Naissance | Sélections (buts) | Club                |                   |                   |                   |
| Gardiens de but    |                        |                   |                   |                     |                   |                   |                   |
| 1                  | Azzedine Doukha        | 5 août 1986       | 1 (0)             | USM El Harrach      |                   |                   |                   |
| 16                 | Amine Zemmamouche      | 19 mars 1985      | 4 (0)             | USM Alger           |                   |                   |                   |
| 23                 | Raïs M'Bolhi           | 25 avril 1986     | 11 (0)            | CSKA Sofia          |                   |                   |                   |
|                    | Michaël Fabre          | 15 juillet 1984   | 0 (0)             | RC Lens             |                   |                   |                   |
| Défenseurs         |                        |                   |                   |                     |                   |                   |                   |
| 2                  | Madjid Bougherra       | 7 octobre 1982    | 50 (3)            | Lekhwiya            |                   |                   |                   |
| 3                  | Nadir Belhadj          | 18 juin 1982      | 55 (4)            | Al Sadd SC          |                   |                   |                   |
| 4                  | Antar Yahia            | 21 mars 1982      | 52 (5)            | FC Kaiserslautern   |                   |                   |                   |
| 5                  | Ismaël Bouzid          | 21 juillet 1983   | 10 (0)            | Baniyas SC          |                   |                   |                   |
| 12                 | Carl Medjani           | 15 mai 1985       | 7 (0)             | AC Ajaccio          |                   |                   |                   |
| 13                 | Mohamed Rabie Meftah   | 5 mai 1985        | 7 (0)             | USM Alger           |                   |                   |                   |
| 24                 | Mehdi Mostefa          | 30 août 1983      | 4 (0)             | AC Ajaccio          |                   |                   |                   |
| 25                 | Abderahmane Hachoud    | 2 juillet 1988    | 1 (0)             | ES Setif            |                   |                   |                   |
|                    | Djamel Mesbah          | 9 octobre 1984    | 9 (0)             | AC Milan            |                   |                   |                   |
| Milieux de terrain |                        |                   |                   |                     |                   |                   |                   |
| 6                  | Hocine Metref          | 1er janvier 1984  | 6 (0)             | JS Kabylie          |                   |                   |                   |
| 7                  | Ryad Boudebouz         | 19 février 1990   | 9 (1)             | FC Sochaux          |                   |                   |                   |
| 8                  | Mehdi Lacen            | 5 février 1984    | 12 (0)            | Getafe CF           |                   |                   |                   |
| 10                 | Hassan Yebda           | 14 mai 1984       | 20 (2)            | Grenade CF          |                   |                   |                   |
| 15                 | Karim Ziani            | 17 août 1982      | 62 (5)            | Al-Jaish            |                   |                   |                   |
| 17                 | Adlène Guedioura       | 12 novembre 1985  | 9 (1)             | Nottingham Forest   |                   |                   |                   |
| 18                 | Khaled Lemmouchia      | 6 décembre 1981   | 19 (0)            | USM Alger           |                   |                   |                   |
| 20                 | Saâd Tedjar            | 14 janvier 1986   | 1 (0)             | JS Kabylie          |                   |                   |                   |
| 22                 | Hameur Bouazza         | 22 février 1985   | 17 (3)            | Millwall FC         |                   |                   |                   |
|                    | Foued Kadir            | 5 décembre 1983   | 8 (1)             | Valenciennes FC     |                   |                   |                   |
|                    | Sofiane Feghouli       | 26 décembre 1989  | 0 (0)             | Valence CF          |                   |                   |                   |
| Attaquants         |                        |                   |                   |                     |                   |                   |                   |
| 9                  | Abdelkader Ghezzal     | 5 décembre 1984   | 27 (3)            | Levante UD          |                   |                   |                   |
| 11                 | Kamel Ghilas           | 9 mars 1984       | 18 (3)            | Stade de Reims      |                   |                   |                   |
| 14                 | El Arbi Hillel Soudani | 25 novembre 1987  | 2 (0)             | Vitória Guimarães   |                   |                   |                   |
| 21                 | Mohamed Amine Aoudia   | 6 juin 1987       | 2 (0)             | ES Sétif            |                   |                   |                   |
|                    | Rafik Djebbour         | 8 mars 1984       | 24 (4)            | Olympiakos          |                   |                   |                   |
|                    | Karim Matmour          | 25 juin 1985      | 29 (2)            | Eintracht Francfort |                   |                   |                   |
|                    | Saïd Bouchouk          | 29 décembre 1986  | 0 (0)             | CA Batna            |                   |                   |                   |
|                    | Abdelmoumene Djabou    | 31 janvier 1987   | 1 (0)             | ES Sétif            |                   |                   |                   |

## Matchs
| Date             | Stade, Ville, Pays                            | Adversaire   | Score | Compétition | Buteurs algériens :  | Classement Fifa |
| ---------------- | --------------------------------------------- | ------------ | ----- | ----------- | -------------------- | --------------- |
| 27 mars 2011     | Stade du 19 mai 1956 Annaba, Algérie          | Maroc        | 1 - 0 | QCAN 2012   | Yebda 7e             | 55e             |
| 4 juin 2011      | Stade de Marrakech Marrakech, Maroc           | Maroc        | 4 - 0 | QCAN 2012   |                      | 41e             |
| 3 septembre 2011 | William Mkapa Stadium Dar es Salaam, Tanzanie | Tanzanie     | 1 - 1 | QCAN 2012   | Bouazza 57e          | 46e             |
| 9 octobre 2011   | Stade du 5 juillet 1962 Alger, Algérie        | Centrafrique | 2 - 0 | QCAN 2012   | Yebda 1re, Kadir 22e | 35e             |
| 12 novembre 2011 | Stade Mustapha Tchaker Blida, Algérie         | Tunisie      | 1 - 0 | A           | Boudebouz 42e        | 30e             |

Légende: A : Match amical / QCAN 2012 : Qualifications à la Coupe d'Afrique des nations de football 2012

## Résultats détaillés
| QCAN 2012                                              | Algérie  | 1 - 0   | Maroc | Stade du 19 mai 1956 Anaba, Algérie                      |                                                          |
| 27 mars 2011 · 20h35 UTC+1 · Historique des rencontres | Yebda 7e | (1 - 0) |       | Spectateurs : 55,000 Arbitrage : Rajindraparsad Seechurn | Spectateurs : 55,000 Arbitrage : Rajindraparsad Seechurn |
| 27 mars 2011 · 20h35 UTC+1 · Historique des rencontres | Rapport  |         |       | Spectateurs : 55,000 Arbitrage : Rajindraparsad Seechurn | Spectateurs : 55,000 Arbitrage : Rajindraparsad Seechurn |

| QCAN 2012                                             | Maroc                                               | 4 - 0   | Algérie | Stade de Marrakech Marrakech, Maroc                |                                                    |
| 4 juin 2011 · 20h30 UTC+1 · Historique des rencontres | Benatia 26e · Chamakh 39e · Hadji 61e · Assaidi 68e | (2 - 0) |         | Spectateurs : 45,000 Arbitrage : Désiré Noumandiez | Spectateurs : 45,000 Arbitrage : Désiré Noumandiez |
| 4 juin 2011 · 20h30 UTC+1 · Historique des rencontres | Rapport                                             |         |         | Spectateurs : 45,000 Arbitrage : Désiré Noumandiez | Spectateurs : 45,000 Arbitrage : Désiré Noumandiez |

| QCAN 2012                                                  | Tanzanie   | 1 - 1   | Algérie     | William Mkapa Stadium Dar es Salaam, Tanzanie |                            |
| 3 septembre 2011 · 12h00 UTC+3 · Historique des rencontres | Samata 22e | (1 - 0) | 46e Bouazza | Arbitrage : Lemghaifry Ali                    | Arbitrage : Lemghaifry Ali |
| 3 septembre 2011 · 12h00 UTC+3 · Historique des rencontres | Rapport    |         |             | Arbitrage : Lemghaifry Ali                    | Arbitrage : Lemghaifry Ali |

| QCAN 2012                                                | Algérie               | 2 - 0   | Centrafrique | Stade du 5 juillet 1962 Alger, Algérie        |                                               |
| 9 octobre 2011 · 20h30 UTC+1 · Historique des rencontres | Yebda 1re · Kadir 22e | (2 - 0) |              | Spectateurs : 15,000 Arbitrage : Ousmane Fall | Spectateurs : 15,000 Arbitrage : Ousmane Fall |
| 9 octobre 2011 · 20h30 UTC+1 · Historique des rencontres | Rapport               |         |              | Spectateurs : 15,000 Arbitrage : Ousmane Fall | Spectateurs : 15,000 Arbitrage : Ousmane Fall |

| Match Amical                                               | Algérie       | 1 - 0   | Tunisie | Stade Mustapha Tchaker Blida, Algérie   |                                         |
| 12 novembre 2011 · 18h00 UTC+0 · Historique des rencontres | Boudebouz 43e | (1 - 0) |         | Spectateurs : 30,000 Arbitrage : Achiri | Spectateurs : 30,000 Arbitrage : Achiri |
| 12 novembre 2011 · 18h00 UTC+0 · Historique des rencontres | Rapport       |         |         | Spectateurs : 30,000 Arbitrage : Achiri | Spectateurs : 30,000 Arbitrage : Achiri |

## Statistiques

### Temps de jeu des joueurs
| Joueurs                                    |                 |                 |                 |                 |                 |                 |                 |                 |                 |                 |                 |                 |                 |                 |                 |                 |                 |                 |
| Gardiens de but                            | Gardiens de but | Gardiens de but | Gardiens de but | Gardiens de but | Gardiens de but | Gardiens de but | Gardiens de but | Gardiens de but | Gardiens de but | Gardiens de but | Gardiens de but | Gardiens de but | Gardiens de but | Gardiens de but | Gardiens de but | Gardiens de but | Gardiens de but | Gardiens de but |
| ------------------------------------------ | --------------- | --------------- | --------------- | --------------- | --------------- | --------------- | --------------- | --------------- | --------------- | --------------- | --------------- | --------------- | --------------- | --------------- | --------------- | --------------- | --------------- | --------------- |
| Raïs M'Bolhi (Krylia Sovetov Samara)       | 90              | 90              | 90              | 90              |                 |                 |                 |                 |                 |                 |                 |                 |                 |                 |                 |                 |                 |                 |
| Mohamed Lamine Zemmamouche (USM Alger)     |                 |                 |                 |                 | 46              |                 |                 |                 |                 |                 |                 |                 |                 |                 |                 |                 |                 |                 |
| Azzedine Doukha (USM El Harrach)           |                 |                 |                 |                 | 44              |                 |                 |                 |                 |                 |                 |                 |                 |                 |                 |                 |                 |                 |
| Défenseurs                                 |                 |                 |                 |                 |                 |                 |                 |                 |                 |                 |                 |                 |                 |                 |                 |                 |                 |                 |
| Anthar Yahia (VfL Bochum)                  | 70              | 90              |                 |                 | 90              |                 |                 |                 |                 |                 |                 |                 |                 |                 |                 |                 |                 |                 |
| Djamel Mesbah (US Lecce)                   | 90              | 90              | 90              | 90              |                 |                 |                 |                 |                 |                 |                 |                 |                 |                 |                 |                 |                 |                 |
| Nadir Belhadj (Al-Sadd SC)                 | 9               |                 | 46              |                 | 90              |                 |                 |                 |                 |                 |                 |                 |                 |                 |                 |                 |                 |                 |
| Madjid Bougherra (Lekhwiya)                |                 | 90              | 90              | 90              |                 |                 |                 |                 |                 |                 |                 |                 |                 |                 |                 |                 |                 |                 |
| Ismaël Bouzid (Baniyas SC)                 | 90              |                 | 90              | 90              |                 |                 |                 |                 |                 |                 |                 |                 |                 |                 |                 |                 |                 |                 |
| Abdelkader Laïfaoui (USM Alger)            |                 |                 | 90              |                 |                 |                 |                 |                 |                 |                 |                 |                 |                 |                 |                 |                 |                 |                 |
| Mehdi Mostefa (AC Ajaccio)                 | 90              | 90              |                 |                 |                 |                 |                 |                 |                 |                 |                 |                 |                 |                 |                 |                 |                 |                 |
| Mohamed Rabie Meftah (USM Alger)           |                 |                 |                 |                 | 83              |                 |                 |                 |                 |                 |                 |                 |                 |                 |                 |                 |                 |                 |
| Abderahmane Hachoud (ES Sétif)             |                 |                 |                 |                 | 7               |                 |                 |                 |                 |                 |                 |                 |                 |                 |                 |                 |                 |                 |
| Milieux de terrain                         |                 |                 |                 |                 |                 |                 |                 |                 |                 |                 |                 |                 |                 |                 |                 |                 |                 |                 |
| Lazhar Hadj Aïssa (ES Sétif)               | 1               |                 |                 |                 |                 |                 |                 |                 |                 |                 |                 |                 |                 |                 |                 |                 |                 |                 |
| Carl Medjani (AC Ajaccio)                  | 20              |                 | 56              |                 | 90              |                 |                 |                 |                 |                 |                 |                 |                 |                 |                 |                 |                 |                 |
| Ryad Boudebouz (FC Sochaux)                | 81              | 44              |                 |                 | 74              |                 |                 |                 |                 |                 |                 |                 |                 |                 |                 |                 |                 |                 |
| Mehdi Lacen (Getafe CF)                    | 90              | 90              | 90              |                 | 90              |                 |                 |                 |                 |                 |                 |                 |                 |                 |                 |                 |                 |                 |
| Hassan Yebda (Grenade CF)                  | 89              | 46              | 34              | 79              | 72              |                 |                 |                 |                 |                 |                 |                 |                 |                 |                 |                 |                 |                 |
| Karim Ziani (El Jaish SC)                  |                 | 90              | 77              |                 |                 |                 |                 |                 |                 |                 |                 |                 |                 |                 |                 |                 |                 |                 |
| Adlène Guedioura (Nottingham Forest)       |                 |                 |                 | 90              | 18              |                 |                 |                 |                 |                 |                 |                 |                 |                 |                 |                 |                 |                 |
| Hameur Bouazza (Millwall FC)               |                 |                 | 44              |                 | 36              |                 |                 |                 |                 |                 |                 |                 |                 |                 |                 |                 |                 |                 |
| Khaled Lemmouchia (USM Alger)              | 90              | 90              |                 | 11              | 90              |                 |                 |                 |                 |                 |                 |                 |                 |                 |                 |                 |                 |                 |
| Hocine Metref (JS Kabylie)                 |                 |                 |                 | 90              |                 |                 |                 |                 |                 |                 |                 |                 |                 |                 |                 |                 |                 |                 |
| Saâd Tedjar (JS Kabylie)                   |                 |                 |                 |                 | 16              |                 |                 |                 |                 |                 |                 |                 |                 |                 |                 |                 |                 |                 |
| Attaquants                                 |                 |                 |                 |                 |                 |                 |                 |                 |                 |                 |                 |                 |                 |                 |                 |                 |                 |                 |
| Foued Kadir (Valenciennes FC)              |                 | 46              |                 | 84              |                 |                 |                 |                 |                 |                 |                 |                 |                 |                 |                 |                 |                 |                 |
| Abdelkader Ghezzal (Levante UD)            | 90              |                 | 13              | 72              |                 |                 |                 |                 |                 |                 |                 |                 |                 |                 |                 |                 |                 |                 |
| Rafik Djebbour (Olympiakos Le Pirée)       | 90              | 79              |                 | 18              |                 |                 |                 |                 |                 |                 |                 |                 |                 |                 |                 |                 |                 |                 |
| Karim Matmour (Eintracht Francfort)        |                 | 44              | 90              | 90              |                 |                 |                 |                 |                 |                 |                 |                 |                 |                 |                 |                 |                 |                 |
| Kamel Ghilas (Stade de Reims)              |                 |                 |                 | 6               | 54              |                 |                 |                 |                 |                 |                 |                 |                 |                 |                 |                 |                 |                 |
| El Arbi Hillel Soudani (Vitória Guimarães) |                 | 11              |                 |                 | 58              |                 |                 |                 |                 |                 |                 |                 |                 |                 |                 |                 |                 |                 |
| Abdelmoumene Djabou (ES Sétif)             |                 |                 |                 |                 |                 |                 |                 |                 |                 |                 |                 |                 |                 |                 |                 |                 |                 |                 |
| Karim Benyamina (1. FC Union Berlin)       |                 |                 | 90              |                 |                 |                 |                 |                 |                 |                 |                 |                 |                 |                 |                 |                 |                 |                 |
| Mohamed Amine Aoudia (Zamalek SC)          |                 |                 |                 |                 | 32              |                 |                 |                 |                 |                 |                 |                 |                 |                 |                 |                 |                 |                 |

- Les nombres présents dans chaque case de la matrice représentent le nombre de minutes jouées par le joueur lors de ce match.

### Buteurs
2 buts   
- Hassan Yebda ( Maroc)  ( Centrafrique)

1 but  
- Hameur Bouazza ( Tanzanie)
- Foued Kadir ( Centrafrique)
- Ryad Boudebouz ( Tunisie)

### Passeurs décisifs
1 passe 
- Foued Kadir
  -  Centrafrique : à Hassan Yebda
- Karim Matmour
  -  Centrafrique : à Foued Kadir
- Medhi Lacen
  -  Tanzanie : à Hameur Bouazza

## Maillot
L'équipe d'Algérie porte en 2011 un maillot confectionné par l'équipementier Puma.
| Couleurs | Blanc et Vert |           |           |           |
| Marque   | Puma          |           |           |           |
| Domicile | Domicile 2    | Extérieur | Gardien 1 | Gardien 2 |